# John Mauceri
John Francis Mauceri  (12 de septiembre de 1945) es un director de orquesta, productor, educador y escritor estadounidense. Desde su debut como director profesional en la década de 1970, ha dirigido a la mayoría de las grandes orquestas del mundo, ha sido director invitado en los principales teatros de ópera, ha producido y supervisado musicalmente musicales de Broadway ganadores de los premios Tony y Olivier y se ha desempeñado como profesor universitario. A lo largo de su dilatada carrera, ha tomado la iniciativa en la preservación e interpretación de muchos géneros musicales y ha supervisado y dirigido estrenos importantes de compositores tan diversos como Debussy, Stockhausen, Korngold, Hindemith, Bernstein, Sibelius, Ives, Elfman y Shore. También es un destacado intérprete de música prohibida por el Tercer Reich y especialmente de música de compositores emigrados de Hollywood.

## Biografía
Nacido en la ciudad de Nueva York, Mauceri estudió teoría musical y composición en la Universidad de Yale y obtuvo una licenciatura en 1967 y una maestría en teoría musical en 1972. Entre sus maestros se incluyen nombres como William G. Waite, Claude V. Palisca, Beekman Cannon, León Plantinga y Robert Bailey en musicología, Mel Powell, Donald Martino, Allen Forte y Peter Sculthorpe en teoría y composición, Donald Currier en piano y Gustav Meier en la dirección. Además estudió arquitectura del siglo XX con Vincent Scully, literatura francesa con Henri Peyre, religión (Pelikan y Kuttner) y psicología (Logan y Childe).
El 4 de diciembre de 1966, durante su último año como estudiante enYale, hizo su debut como director de orquesta, compuso la música para una producción de A Man Is a Man del dramaturgo alemán Bertolt Brecht, dirigió como invitado a la Orquesta Sinfónica de Yale (YSO) y produjo y dirigió la música de Curlew River de Benjamin Britten en la Capilla St. Thomas More. Posteriormente llevó esta producción a la ciudad de Nueva York para su estreno en la Capilla Católica de las Naciones Unidas, que se llevó a cabo los días 13 y 14 de mayo de 1967.  Se graduó cum laude, ganó el Premio Wrexham "al mayor logro musical", el Premio Francis Vernan de composición y el Premio de las Artes Branford por su "devoción al avance de las artes".
Recibió una beca completa para la Escuela de Graduados en teoría musical de la Universidad de Yale y fue nombrado director musical de la Orquesta Sinfónica de la Universidad, cargo que desempeñó hasta 1974. Posteriormente continuó durante un total de quince años como director invitado y director musical del programa de ópera de la Escuela de Música de Yale. A Mauceri se le atribuye haber convertido a la Orquesta Sinfónica de Yale en una de las orquestas estudiantiles más respetadas del mundo. Durante su permanencia al frente de la YSO, llevó la orquesta a París para presentar en el Teatro de los Campos Elíseos los estrenos de la Sinfonía n.° 4 de Charles Ives, Khamma de Debussy y Prométhée de Scriabin. Produjo y dirigió el estreno europeo en Viena de Mass, de Leonard Bernstein (transmitido en todo el mundo por PBS, BBC y ORF ), el estreno mundial de Three Places in New England de Charles Ives en su versión original para gran orquesta, así como el estreno mundial de la edición crítica del Conjunto Orquestal N.º 2 de Ives. Sus programas atrajeron grandes audiencias durante siete años e incluyeron el estreno estadounidense del ballet Khamma de Debussy de 1913, el estreno estadounidense de la película muda de Strauss (1926) de Der Rosenkavalier, el estreno mundial de una versión completamente escenificada del Hymnen de Karlheinz Stockhausen que involucró a 1000 artistas en el Cross Campus de Yale, el estreno estadounidense de las canciones orquestadas de Hindemith Das Marienleben y raras interpretaciones de Prometheus: The Poem of Fire de Scriabin (con láseres coordinados), Atlas Eclipticalis de John Cage, Das Rheingold de Wagner, Gurre-Lieder de Schoenberg, Messiaen Réveil des oiseaux y Agon de Stravinsky.
En 1973, Mauceri hizo su debut orquestal profesional con la Orquesta Filarmónica de Los Ángeles y su debut operístico dirigiendo The Saint of Bleecker Street de Menotti en el Wolf Trap Festival.

## Labor en defensa de la música
Comprometido con la preservación de dos formas de arte estadounidenses, el musical de Broadway y las bandas sonoras de películas de Hollywood, ha editado y realizado muchas restauraciones y estrenos, incluida una restauración completa de la producción original de 1943 de Oklahoma de Rodgers &amp; Hammerstein., interpretando ediciones de Porgy and Bess, Girl Crazy y Strike up the Band de Gershwin, Candide y A Quiet Place de Bernstein y bandas sonoras de películas de Miklós Rózsa, Franz Waxman, Erich Wolfgang Korngold, Max Steiner, Elmer Bernstein, Jerry Goldsmith, Danny Elfman y Howard Shore. Como uno de los dos directores de la galardonada serie Entartete Musik de Decca Records, Mauceri realizó varias primeras grabaciones históricas de música prohibida por los nazis. La intersección de los "compositores degenerados" de Europa y los compositores refugiados de Hollywood es el tema de gran parte de su investigación y sus escritos. Además, Mauceri ha realizado importantes estrenos de obras de Verdi, Debussy, Hindemith, Ives, Stockhausen y Weill.

## Teatro musical
Mauceri hizo su debut en Broadway el 10 de marzo de 1974, como director musical de la producción de Hal Prince de Candide de Leonard Bernstein, que había comenzado como una presentación limitada en la Academia de Música de Brooklyn . Esta versión del espectáculo recibió un premio Tony especial por "El avance del teatro musical estadounidense".  Posteriormente se desempeñó como director musical de la versión "Opera House" de Candide (proporcionando orquestaciones adicionales y supervisando la ubicación de la música dentro del texto del libro de Hugh Wheeler) que se estrenó en la Ópera de la ciudad de Nueva York en 1982. Su grabación de 1986 le valió a Mauceri un Grammy en la categoría de "Mejor grabación de ópera". En 1988, como director musical de la Scottish Opera, Mauceri inició una tercera versión basada en una lectura de Voltaire adaptada por John Wells y dirigida por Jonathan Miller. Mauceri pudo hacer uso de prácticamente toda la música que Bernstein había compuesto para varias versiones de Candide entre 1956 y 1971. Esta versión final tuvo su estreno mundial en el Real teatro de Glasgow, con la asistencia de Bernstein, y televisada por la BBC. Fue trasladado alTeatro de Sadler's Wells de Londres, donde ganó el premio Olivier de 1988 como "Musical del año". Posteriormente, Bernstein grabó esta versión en Londres y le valió un Grammy póstumo al "Mejor álbum clásico" de 1990.
Mauceri asumió un papel de liderazgo en la revaluación del teatro musical estadounidense en sus representaciones históricas y grabaciones de musicales estadounidenses clásicos, como la partitura de 1930 de Gershwins para Girl Crazy en 1990 (ganadora del premio Premio Edison), las versiones de 1927 y 1930 de Strike Up the Band de los Gershwin en 1991 y On Your Toes, de 1936 de Rodgers y Hart. Mauceri, en representación del Centro John F. Kennedy para las Artes Escénicas, contrató a George Abbott (entonces de 96 años), George Balanchine (su último encargo) y encontró al orquestador original, Hans Spialek, para restaurar la partitura. On Your Toes realizó 505 funciones en Broadway y convirtiéndose en el primer musical de la década de 1930 que se vio y escuchó en Broadway con sus elementos musicales originales intactos en más de una generación. El espectáculo recibió cinco nominaciones a los Premios Tony resultando ganador en dos categorías; a la mejor reposición de un musical y a la mejor actriz en un musical (Natalia Makarova). Además, On Your Toes ganó cuatro Premios Drama Desk.  Como resultado de este éxito, muchos musicales clásicos estadounidenses fueron representados con sus partituras originales restauradas tal como estaban escritas.
Andrew Lloyd Webber asistió a una función de La bohème en la Royal Opera House, Covent Garden, en el invierno de 1984 que fue dirigida por Mauceri y como resultado lo invitó a ser el supervisor musical de la producción de Broadway de su Song and Dance, que se estrenó el 18 de septiembre de 1985. Bernadette Peters recibió el Premios Tony a la mejor actriz y la obra recibió un total de ocho nominaciones. En octubre de 1995, después de que fracasara la primera sesión de grabación de la banda sonora de Evita, "Andrew... sugirió que trajéramos al célebre director de orquesta estadounidense John Mauceri. . . . Al final de la semana, el maestro Mauceri había realizado su magia con una brillante captación de los mejores músicos orquestales de Londres y todos los pensamientos sobre el Lunes Negro habían sido olvidados". Como agradecimiento por su trabajo en la película, Mauceri recibió algo inaudito en el cine, un crédito de pantalla completa.
Mauceri encabezó la tarea de revaluar las obras estadounidenses de Kurt Weill, que en general se consideraban inferiores a sus obras alemanas. En 1978, dirigió la ópera Street Scene de Weill de 1947 en la Ópera de la ciudad de Nueva York. Comenzando con Lady in the Dark de Weill en el Festival de Edimburgo en 1988, y seguida por la primera producción profesional de Street Scene en el Reino Unido, Mauceri argumentó que las obras estadounidenses eran iguales y continuaban directamente a partir de las obras alemanas. Su grabación de Street Scene (Decca 433 371–2), publicada en 1991, es la primera grabación completa de cualquier obra de teatro estadounidense de Kurt Weill. Mauceri trajo Street Scene para sus estrenos nacionales en Portugal (Ópera de Lisboa) e Italia (Teatro Regio de Turín).

## Trabaja en ópera
Después de hacer su debut operístico en el Wolf Trap Festival en 1973, Mauceri continuó construyendo su repertorio operístico dirigiendo en la Ópera de Nueva York, La Scala, la Royal Opera House, la Deutsche Oper Berlin y muchas otras en todo el mundo. En la Ópera de San Francisco dirigió el estreno de Angle of Repose de Andrew Imbrie en 1976. En la Ópera de Washington y La Scala, Mauceri dirigió los estrenos estadounidenses y europeos de A Quiet Place de Leonard Bernstein en 1984. En 1972,fue invitado a ser asistente de Bernstein para una nueva producción de Carmen en el Met. Esto inició una asociación entre los dos que se extendería durante los siguientes dieciocho años. Durante este tiempo, Mauceri editó, supervisó y dirigió numerosas obras de Bernstein en todo el mundo, incluidos muchos estrenos, a pedido de los compositores. Además de sus apariciones como invitado en los grandes teatros de ópera del mundo, Mauceri también se desempeñó como director musical de la Ópera de Washington en el Centro Kennedy, así como de la Ópera de Pittsburgh, y fue director estable del Teatro Regio de Turín durante tres años. Su periodo en Italia estuvo precedido por los siete años en los que se desempeñó como director musical de la Ópera Escocesa, donde dirigió 22 producciones y tres grabaciones. Mauceri fue el primer estadounidense en ocupar el puesto de director musical de un teatro de ópera en Gran Bretaña o Italia. A través de sus interpretaciones diligentemente investigadas de las óperas preeminentes del siglo XIX, consolidó su reputación "como musicólogo y teórico" ya que fue "el primero en demostrar, en forma impresa y en interpretación, que el uso de tempos metronómicos era un elemento estructural en las óperas de Giuseppe Verdi".

## Etapa en el Hollywood Bowl
Después de cuarenta años de inactividad, la Hollywood Bowl Orchestra fue recreada para Mauceri por la Orquesta Filarmónica de Los Ángeles en 1991. Durante su mandato de dieciséis temporadas, Mauceri y la Hollywood Bowl Orchestra realizaron cuatro giras por Japón y, en noviembre de 1996, realizaron dos conciertos públicos en Río de Janeiro y São Paulo, lo que representó la primera vez que una orquesta estadounidense fue invitada a Brasil específicamente. para interpretar la gran música del cine americano. Dirigió más de 300 conciertos en el anfiteatro del Hollywood Bowl, acumulando una audiencia total de cuatro millones de personas. Además de ser incluido en el Salón de la Fama del Hollywood Bowl junto a Plácido Domingo en 2007, Mauceri recibió un premio Treasure of Los Angeles, un premio de la Fundación de Jóvenes Músicos e incluso su propio día, el "Día de John Mauceri", por parte del estado de California.

## Trabajo académico
Mauceri fue nombrado rector de la Escuela de Artes de la Universidad de Carolina del Norte por el presidente Erskine Bowles el 2 de mayo de 2006. Durante su mandato de siete años, presionó y aseguró que se agregara "Universidad" al nombre de la escuela para distinguirla del creciente número de escuelas secundarias especializadas en artes y para afirmar la relación de la escuela con el sistema UNC. Implementó un calendario de dos semestres y concibió e implementó la primera escuela de verano completa de la escuela. Bajo su liderazgo, la retención de la escuela dentro del sistema ocupó el segundo lugar después de UNC Chapel Hill. Mauceri aumentó la dotación de UNCSA en un 60 % y presionó con éxito a la Asamblea General de Carolina del Norte para que otorgara asignaciones recurrentes de millones de dólares a la escuela y aseguró importantes fondos privados durante la recesión económica que amenazaba la existencia misma. En el momento de su retiro del cargo la escuela tenía 55 millones de dólares en proyectos de capital en proceso, incluida una nueva biblioteca y un edificio de animación para una escuela de cine. Mauceri recaudó dinero para producir una serie de televisión con actuaciones estudiantiles que incluyeron El cascanueces, una restauración completa de la producción original de 1943 de Oklahoma de Rodgers & Hammerstein! (ganador de un Premio Nacional de Televisión Educativa), y el estreno estadounidense de la partitura de Erich Wolfgang Korngold en una producción completamente escénica de Mucho ruido y pocas nueces de Shakespeare (Emmy regional al Mejor Programa de Artes, 2013). Mauceri llevó a sus alumnos a realizar, asistir y observar producciones en el Hollywood Bowl, el Konzerthaus de Viena, la Orquesta Nacional Danesa (Copenhague), la Sinfónica Nacional en el Centro Kennedy, la Ópera de Bilbao, el Aspen Music Festival, la Ceremonia de Entrega de Premios Grammy del 50 Aniversario, el Festival Ravinia, la Ópera Nacional de Washington, así como la inauguración del Museo de Arte de Carolina del Norte y el Festival Rite at 100 2013 en el Memorial Hall de Chapel Hill.
Antes de trabajar en UNCSA, Mauceri trabajó en la facultad de su alma mater, la Universidad de Yale, durante 15 años, donde enseñó orquestación, dirección, dio conferencias como invitado en los departamentos de alemán e italiano y, con la Sinfónica de Yale, desarrolló el concepto de programación temática basada en sus estudios de teoría de la información, lingüística y psicoacústica. Mauceri dejó la facultad de Yale en 1982 como profesor asociado, y en 1985 recibió el primer premio Arts Alumni Award for Outstanding Achievement de Yale. Regresó a su alma mater en 2001 para impartir un curso de historia estética del siglo XX y los efectos de la Segunda Guerra Mundial en las percepciones actuales de la música clásica. Además, dirigió tanto la Sinfónica de Yale como la Filarmónica de Yale en un concierto que celebró el 300 aniversario de la fundación de Yale College el 19 de abril de 2001.

## Publicaciones
- Mauceri, John (2017). Maestros and Their Music – The Art and Alchemy of Conducting. Knopf Doubleday. ISBN 9780451494030.
- Mauceri, John (2019). Leonard Bernstein – A Centenary Celebration. Knopf Doubleday. ISBN 9781984897527.
- Mauceri, John (2019). For the Love of Music – A Conductor's Guide to the Art of Listening. Knopf Doubleday. ISBN 9780525520665.
- Mauceri, John; Baldwin, Alec (2019). For the Love of Classical Music – In Conversation with Alec Baldwin. Knopf Doubleday. ISBN 9781984899590.
- He published his thoughts on the effects of the displacement of many European composers to America on classical music in his 2022 book The War on Music – Reclaiming the Twentieth Century.[20]

## Discografía
- 1973 Bizet: Carmen (Director del coro y asistente de Leonard Bernstein) Deutsche Grammophon 2709 043 (Grammy a la mejor grabación de Ópera)
- 1973 Bernstein: Candide Columbia S2X32923
- 1983 Rodgers and Hart: On Your Toes  TER CDTER 1063
- 1985 Webber: Song and Dance (Songs) RCA RCD1-7162
- 1986 Bernstein: Candide (1982 New York City Opera), New World Records NW340/341-2 (Grammy a la mejor grabación de Ópera)
- 1986 Richard Rodgers: Three Ballets (Primera grabación completa de Slaughter on Tenth Avenue / Ghost Town / La Princesse Zenobia) Polygram 422-829675-2
- 1987 Lerner & Loewe: My Fair Lady, Decca 421 200–2
- 1988 Rimski-Kórsakov: Scheherazade MCA Classics MCAD-25187
- 1988 Weill: Ute Lemper Sings Kurt Weill, Decca 425 204–2
- 1989 Weill: The Threepenny Opera, Decca 430 075-2
- 1990 Josephine Barstow: Final Scenes  Decca 430 203–2
- 1990 Weill: The Seven Deadly Sins; Mahagonny Songspiel, London Decca 430168-2 (Deutsche Schallplaten Award)
- 1990 Gershwin: Girl Crazy, Nonesuch 9 79250-9 (1991 Edison Klassiek Award)
- 1991 Hollywood Dreams, Philips Classics 432 109–2
- 1991 The Gershwins in Hollywood  Philips 434 274–2 (Deutsche Schallplaten Award)
- 1991 Gershwin: Strike Up the Band (versión de 1927), Elektra Nonesuch 79273-2
- 1991 Weill: Street Scene , London Decca 4333 371–2 (Deutsche Schallplaten Award)
- 1992 Blitzstein: Regina  Ed. Mauceri/Krasker London Decca 433812-2
- 1992 The King and I (1992 grabación de estudio con Julie Andrews y Ben Kingsley) Philips 438 007-2 Premios Billboard "Álbum del año"
- 1992 Rodgers & Hammerstein Overtures "Opening Night" (Primera grabación completa) Philips 434 127–2
- 1993 Korngold: Das Wunder der Heliane, London Decca 436 636–2 (ECHO Award, Deutsche Schallplaten Award)
- 1993 The Great Waltz, Philips 438685-2
- 1993 Weill: Ute Lemper Sings Kurt Weill Vol. 2, Decca 436417-2
- 1993 American Classics  Philips 438 663–2
- 1994 That's Entertainment III (Banda sonora) Angel/MGM Records CDQ 5 55215 2 1
- 1994 Hollywood Nightmares, Philips 442 425–2
- 1994 Songs of The Earth (25 Hours on Our Planet), Philips 438 867–2
- 1994 Berlin: Patti LuPone Sings Irving Berlin, Philips 446 406–2
- 1995 Schulhoff: Flammen  Decca 444 6302 (Diapson d'Or Award)
- 1995 Korngold: Erich Wolfgang Korngold: Between Two Worlds, London 444 170–2
- 1995 Music for the Movies: The Sound of Hollywood, Sony Classical
- 1995 Journey to the Stars, Philips 446 403–2
- 1996 Webber: Evita (Banda sonora) Warner Bros. Records 9362-46346-2
- 1996 Violin Concertos: Korngold, Weill, Krenek  Decca 452 481–2
- 1996 Hollywood Bowl on Broadway, Philips 446 404–2
- 1996 Prelude to a Kiss: The Duke Ellington Album, 446 717–2
- 1996 Always and Forever, Philips 446 681–2
- 1997 Schoenberg in Hollywood, Decca 448 619–2
- 2001 Weill: Der Protagonist  Capriccio 60 086 (Cannes Classique Award)
- 2001 Star Wars: The Sound of Hollywood, Philips / Eloquence / Philips
- 2001 Hollywood Bowl Orchestra / John Mauceri: Greatest Hits, Universal Classics 289 468 686–2
- 2006 Gershwin: Porgy and Bess  Decca B0007431-02 (Diapason d'Or)
- 2006 Elfman: Serenada Schizophrana  Sony Classical 2876-89780-2
- 2011 Gershwin: Strike Up the Band (versión de 1930), PS Classics PS-1100
- 2013 Korngold: Much Ado About Nothing, Op. 11 (Primera grabación completa), Toccata Classics TOCC 0160
- 2014 Music for Alfred Hitchcock, Toccata Classics TOCC 0241